# Angela Voglia
Angela "La Giorgina" Voglia, död efter 1714, var en italiensk operasångare (sopran) och kurtisan. 
Hon ska ha varit från Rom, och kallades allmänt La Giorgina efter sin styvfar Carlo Giorgi. Hon hade också en syster vid namn Barbara. 
Hon var engagerad hos drottning Kristina i Rom. Drottning Kristina grundade Roms första offentliga teaterhus, operahus och konserthus, Teatro Tordinona, som invigdes i januari 1671 med operan Scipione Affricano av Francesco Cavalli, där två kvinnor uppträdde: Antonia Coresi i rollerna som Scipione och Medea och Angelica Quadrelli som Sofonisba och Isifile. Teatern stängdes dock 1674, och Angela Voglia uppträdde främst för Kristina privat, som hennes hovsångerska. I praktiken innebar det att hon uppträdde för Roms adel under Kristinas stora hovmottagningar. 
La Giorgina var inte bara sångerska utan omtalas också som kurtisan, och hon uppmärksammades för flera skandaler. Kristina använde sitt inflytande för att skydda henne mot arrestering. Hertigen av Mantuas förälskelse i henne påstås ha medverkat till påvens förnyelse av förbudet mot kvinnliga scenartister 1686 då det påminde honom om hur de ansågs framkalla synd. När Kristina avled 1689 var Voglia fortsatt aktiv som privat konsertsångerska i adliga hushåll i Rom. 
Efter hennes engagemang hos Kristina, tävlade både hertigen av Mantua och Spaniens ambassadör hertig de Medinaceli om att köpa henne från hennes styvfar: Spaniens ambassadör vann budgivningen och Voglia följde honom till Neapel när han blev Spaniens vicekung där 1696, och blev känd som hans mätress. 
I Neapel omtalades hon som den andra vicedrottningen (la seconda illustrissima viceregina) och ansågs utöva ett dåligt inflytande på vicekungens regering. Hennes syster gifte sig med en adelsman och Voglia uppträdde ofta som konsertsångerska vid vicekungens hov. När Medinaceli avsattes som vicekung 1701 följde hon honom till Spanien. Hon separerades från honom och fängslades 1711, men frigavs 1714. Hennes liv efter detta är okänt. 